# 山本麻里安
山本 麻里安（やまもと まりあ、1981年9月11日 - ）は、日本の女性声優、歌手、脚本家。既婚。東京都港区出生、目黒区出身。81プロデュース所属。

## 略歴
声優養成所歴：日本ナレーション演技研究所。所属事務所移動歴：ヴォアレーヴ→アイムエンタープライズ→ フリー→81プロデュース。
1981年、当時、東京都港区にあった愛育病院で生まれ、その後は目黒区で育つ。
少女時代に憧れていた職業は学校の教師になりたかったという。幼少時は多数の習い事を転々としており、一時期習っていたアイススケートでは山田満知子コーチに教わったこともある。
小学1、2年生の時、テレビで洋画を見ていた父から職業の声優を知る。中学時代は演劇部に所属していたが、先輩が厳しく勉強、友達関係にも悩んでいた。塾で母に車で迎えに来てもらった時にカーオーディオにて『美少女戦士セーラームーンR』のエンディングテーマ、『乙女のポリシー』が流れた。それを聞いてからは『美少女戦士セーラームーン』を見て声優に憧れ、主演の三石琴乃が出身の日本ナレーション演技研究所に入所した。
ゲーム『étude prologue 〜揺れ動く心のかたち〜』の佐伯瞳役でデビュー。アニメでのデビューはOVA『プリンセス・ルージュ』。初主演はOVA『菜々子解体診書』の七千草菜々子役となる。
目黒サレジオ幼稚園、目黒星美学園小学校を経て、目黒星美学園中学校・高等学校に入学し、高校2年生の春から品川女子学院高等部に転入、その後東京女子大学に入学し、同学を卒業した。
2008年8月31日、長年所属していたアイムエンタープライズを退所。フリー期間を経て、同年10月1日より81プロデュースの所属となった。
2012年12月17日、自身のサポーターズクラブ内で一般企業の会社員との結婚を報告した。
2016年9月10日、自身のTwitterで第1子となる女児誕生を報告した。

## 人物
ファンクラブのイベントなどでは必ず握手と会話の時間を作り、ファンとのコミュニケーションを大事にしている。
胡蝶ひばり役で声の出演をしている『桃華月憚』（アニメ版）では、能登麻美子と清水愛と共に脚本家に挑戦し、中でも山本は本編3本（第11話、第13話、第22話）およびドラマCD分を担当している。後にシリーズ構成を務めていた望月智充が監督の『ポルフィの長い旅』でも脚本を執筆している。
本人のブログによると、2010年頃より脚本家としての活動が多くなっている。山本麻里安名義以外でも、女性向けドラマCDなどでの脚本活動を行っているが、そちらの名義については公表していない。
2002年の山本のエッセイでは、一番本を読んでいるという。小さい頃は、絵本などが好きでよく読んでいたが、小・中・高と上がるにつれて、漫画を除いてだんだん読まなくなってしまった。図書室の本が苦手で、借りるという行為をほとんどしたことがなかったという。
自他共に認める腐女子。『あつことまりあのマリオン学院 放送部!』では番組内にボーイズラブについてのコーナーが作られ、山本の主導によってボーイズラブのドラマCD『元気あげたいっっ！～Be☆Yell～』がプロデュースされて、山本は脚本を書くに至る。
ゲーマーで4歳ぐらいから初めてテレビゲームをしていた。当時は誕生日にファミリーコンピュータとファミリーコンピュータ ディスクシステムを一緒に買ってもらっており、その時に一緒に買ってもらった『スーパーマリオブラザーズ2』が生まれて初めてプレイしていたゲームだという。
調理師免許と普通自動車免許を所有。親交のある声優として榎本温子、高橋美佳子などがいる。
一人っ子である。3歳年上と4歳年上の従兄弟がいる。

## エピソード
ラジオ番組『かきくけ喜久子のさしすせSonata』で井上喜久子と共演、互いに「お姉ちゃん」「妹ちゃん」と愛称で呼びあった。当時17歳の山本に合わせて井上が17歳を自称したのが17歳教を興すきっかけである。2010年8月8日に行われたイベント『Endless Summer,Endless Radio・真夏のA&G同窓会』にて自身も17歳教への加入を井上に承認され、同時に幹部に任命される。
牛が動物としても牛肉としても牛乳としても大好きで、ファンクラブの名称も牛にちなみ「まりあ大牧場」とする。

### 『山本麻里安のはにわマイハウス』
山本麻里安の一発ギャグをリスナーから募集し、選考の結果「はぁ〜あっ！カセットデッキ!カセットデッキ!」に決定。この年の一押し一発ギャグとなる（2006年1月13放送）。コーナー内のチャットでの誘導により自らCカップであることを暴露した（2006年6月30日放送）。後に9月22日放送の同番組でもリスナーからの誘導メールで暴露している。
昨年同様、山本麻里安の一発ギャグをリスナーから募集し、選考の結果「東京タワー、第1第2!!第1第2!!」に決定した（2007年1月12日放送）。毎年11月のボジョレーヌーボー解禁にあわせて「ボジョレー祭り」を開催する。リスナーは酔いが回ってくる様子を楽しんでいる。
2008年の一発ギャグは、最終選考の中から、リスナーの希望により「デコレーション!!」に決定。 デコレーションの「デコ」は山本麻里安のおでこと掛けてある（2008年1月11日放送）。同番組の終了により、2009年度からは『あつことまりあのマリオン学院 放送部!』内で毎年の一発ギャグが作られている。同番組で共にパーソナリティを務める榎本温子の一発ギャグも、半ば強引に作らされている。

## 出演
太字はメインキャラクター。

### テレビアニメ
1998年
- 彼氏彼女の事情（宮沢花野）

1999年
- セラフィムコール（橘うらら）

2000年
- 六門天外モンコレナイト（パンチパンチ、レプラコーン、レイ）
- HAND MAID メイ（サイバドール・メイ）

2001年
- 魔法少女猫たると（ちとせ）
- チャンス〜トライアングルセッション〜（海原ノゾミ）
- 破邪巨星Gダンガイオー（月代カオリ）

2002年
- ぷちぷり*ユーシィ（ユーシィ）

2003年
- 出撃!マシンロボレスキュー（早乙女亜季）
- シンデレラボーイ（マヤ、イーリャン）
- マーメイドメロディー ぴちぴちピッチ（少女）
- ヤミと帽子と本の旅人（クィル）

2004年
- エルフェンリート（カナエ、如月、女子高生〈あらやだ子〉、少女〈マミコ〉、斎藤、絵描きの少女〈高田愛子〉）
- 流星戦隊ムスメット（中川しのぶ）
- スクールランブル（ジョルノ、TVレポーター）
- Get Ride! アムドライバー（シシー・クロフト）
- ポケットモンスター アドバンスジェネレーション（ミサト）

2005年
- あかほり外道アワーらぶげ（山本まりにゃん）
- おねがいマイメロディ（駒鳥つくね）
- ケロロ軍曹（メイド長）

2006年
- スクールランブル 二学期（隣子、冴子、ジョルノ）
- ラブゲッCHU 〜ミラクル声優白書〜（大原天音）
- D.Gray-man（カティア）
- パピヨンローゼ New Season（つぼみ〈パピヨンローゼ〉）

2007年
- エル・カザド（リタ）
- 桃華月憚（胡蝶ひばり）

2008年
- ゴルゴ13（女性秘書）
- スケアクロウマン（旅芸人の娘）
- ポルフィの長い旅（ソフィア）

2009年
- VIPER'S CREED（メグム）
- エレメントハンター（ナターシャ）
- 極上!!めちゃモテ委員長（2009年 - 2010年、戸田菜花）- 2シリーズ
- スレイヤーズEVOLUTION-R（タフォーラシア国民F）

2011年
- へうげもの（千）

2012年
- 黒魔女さんが通る!!（紫苑メグ）
- 人類は衰退しました（ネムノキ派代表）

2013年
- クレヨンしんちゃん（アイドル）

2014年
- Re:ハマトラ（美菜）

### 劇場アニメ
- ギルステイン（2002年、イユ[16]）
- 劇場版ポケットモンスター アドバンスジェネレーション 裂空の訪問者 デオキシス（2004年、キャサリン）

### OVA
1998年
- プリンセス・ルージュ

1999年
- 菜々子解体診書（七千草菜々子）

2001年
- Memories Offシリーズ（桧月彩花）
  - Memories Off 終わらない雨〜唯笑編〜
  - Memories Off 仮面の心〜詩音編〜
  - Memories Off 黄金の海〜みなも編〜

2003年
- がぁーでぃあんHearts（2003年 - 2005年、紅葉綾）- 2シリーズ
- ナースウィッチ小麦ちゃんマジカルて（山本麻里安）

2004年
- まかせてイルか!（女子高生）

2005年
- 永遠のアセリア 「求め」の声（レスティーナ・ダイ・ラキオス）

2006年
- 今日の5の2（平川ナツミ）
- 鬼公子炎魔（サッちゃん）
- METAL GEAR SOLID 2 BANDE DESSINEE（エマ・エメリッヒ・ダンジガー）

2009年
- 東方奇闘劇3（雲居一輪）

### Webアニメ
- 花のずんだ丸（2013年、さゆり、ケメ子[18]）

### ゲーム
1998年
- étude prologue 〜揺れ動く心のかたち〜（佐伯瞳）※SS版

1999年
- Lの季節 〜A piece of memories〜（リ・サ）
- 西遊記（朱涼鈴）
- ピノッチアのみる夢（ララティーナ）
- Memories Off（桧月彩花）

2000年
- パワードール4（キャロル・マクガイア）
- ヘキサムーン・ガーディアンズ（セレン）

2001年
- アイシア（ミュウ）
- ギガウイング2（チェリィ＝AD0002p） - ドリームキャスト版
- Candy Stripe 〜みならい天使〜（大河原由紀）
- マーメイドの季節（武蔵野彩）
- トゥルーラブストーリー3（本条笑）
- ドキドキプリティリーグ Lovely Star（綾瀬琴美）
- KID MIXセクション（桧月彩花）
- 私立鳳凰学園 2年純情組（瑞間加奈子）
- メタルギアソリッド2 サンズ オブ リバティー（エマ・エメリッヒ）

2002年
- CROSS HERMIT 最果ての守護者（セシリス）
- げっちゅ屋★げっちゅ!（姫）
- ときめきにゃの★げっちゅ!（姫）

2003年
- イースI・IIエターナルストーリー（リリア）
- THE 美少女シミュレーションRPG MoonLightTale（剣士マツリ）
- 少女義経伝（源九羅香）
- Memories Off Duet（桧月彩花）
- メモオフみっくす（桧月彩花）

2004年
- 新世紀エヴァンゲリオン 碇シンジ育成計画（大井サツキ）
- LoveSongs♪ADV 双葉理保19歳〜冬〜（霧島蒼）

2005年
- 少女義経伝・弐 〜刻を超える契り〜（源九羅香）
- プリンセスメーカー4（マリー・トルーマン）
- Memories Off After Rain
  - Vol.1 折鶴（桧月彩花）
  - Vol.3 卒業（桧月彩花）

2006年
- アルカナハート（フィオナ・メイフィールド、春日鼓音）
- クリスタルボーダー
- チャコっとゲーム研究会 〜すずめ隊長のメイドカフェ〜（チャコちゃん）

2007年
- ソウルクレイドル 世界を喰らう者（ユーフォリア、アサギ）
- 名探偵エヴァンゲリオン（大井サツキ）
- ワンダーキング（女弓使い）

2008年
- アルカナハート2（フィオナ・メイフィールド）
- すっごい!アルカナハート2〜転校生 あかねとなずな〜（フィオナ・メイフィールド）
- おしゃれに恋して2〜おしゃれプリンセス〜（アヤ）

2009年
- アルカナハート3（フィオナ・メイフィールド）

2016年
- 戦国乙女〜LEGEND BATTLE〜（今川ヨシモト）
- 戦国乙女〜天下無敵の乙女バトル〜（今川ヨシモト）

### ドラマCD
時期不明
- 萌えカレ!!（若宮ひかる）

1999年
- 彼氏彼女の事情 アクト・ゼロ（宮沢花野）

2001年
- 魔法少女猫たると 月光夜宴 ムーンライトパーティー（ちとせ）

2002年
- ほしのこえ RADIO EDITION（ノゾミ）

2003年
- 輝夜姫（岡田まゆ）
- ぷちぷり*ユーシィ Magic Square 1（ユーシィ）
- 美少女探偵ミラクル☆スウィーツ「おかしな大作戦」（主役、企画原案＆OP主題歌歌唱、作曲）
- 秋桜の空に（小泉鞠音）

2004年
- ぱにぽに Vol.1 - 3（ベホイミ）

2005年
- 彼氏彼女の事情 メモリアルドラマCD FINAL ACT（宮沢花野）
- 戦う!セバスチャン（ツネッテ）
- 激☆店  THEドラマCD 松本家のとん汁
- 真夜中の弥次さん喜多さん 愛と幻覚のセレナーデ（旅籠屋のメイド）
- プリンセスメーカー4 オリジナルドラマCD（マリー・ストールマン）

2007年
- 桃華月憚 華劇草紙（胡蝶ひばり）- 2作品
- 大正野球娘。 乙女たちのハイキング（小笠原晶子）

2008年
- 学園創世 猫天!（桐姫）
- TVアニメーション「破天荒遊戯」ドラマCD 第1巻 断罪の緋き花よ咲け（ナンナリッタ・イザアヤ）
- となりの801ちゃん（貴腐人先輩）
- 元気あげたいっっ!〜Be☆Yell〜（加賀美さくら）
- 陽だまりのピニュ（長肋千夏）

2009年
- ミカるんX ドラマCD 01、02（七宝洞歌乃子）

2011年
- 萌えプリンアイドルプロジェクト（ぷりん店長）
- KOV オリジナルドラマCD ダブルラリアット（沢口絵梨奈、桃山さくら）

### パチンコ・パチスロ
2000年代
- CR戦国乙女（2008年、今川ヨシモト）
- パチスロ ラブゲッCHU 〜ミラクル声優白書〜（2009年、大原天音）
- スーパーリアル麻雀（2009年、麻比奈夏姫）

2010年代
- CR戦国乙女2（2011年、今川ヨシモト）
- CR戦国乙女3〜乱〜（2013年、今川ヨシモト）
- 戦国乙女〜剣戟に舞う白き剣聖〜（2013年、今川ヨシモト）
- 熱響!乙女フェスティバル ファン大感謝祭LIVE（2015年、今川ヨシモト）
- 戦国乙女2〜深淵に輝く気高き将星〜（2016年、今川ヨシモト）
- CR戦国乙女〜花〜（2017年、今川ヨシモト）
- 乙女マスターズ 空を翔る白き軌跡（2018年、今川ヨシモト）
- CR戦国乙女5 10th Anniversary（2018年、今川ヨシモト）

### 吹き替え
- 片腕拳王2005（黄小燕）※DVD版。香港映画、本人が演じた役を本人が声を担当した。
- ハッピーウェディング〜私が彼に決めた理由〜（ヴァネッサ〈レイチェル・リー・クック〉）※DVD版
- ビーチ・エンジェルズ！（クリスタル）

### デジタルコミック
- 萌えカレ!!（若宮ひかる）

### オーディオブック
- 魔法少女さんだいめっ☆ 1〜2（2020年 - 2022年、風奉遥奈＋桜田門警子[20][21]）

### ラジオ
※はインターネット配信。
時期不明
- 山本麻里安のShall we Lucky!（AMKOBE）
- 山本麻里安のWOMAN GO!（USEN）

1990年代
- VOICE CREW（1998年、NACK5）
- エチュード学園7つのタマゴたち（1998年、文化放送『超機動放送アニゲマスター』内）
- かきくけ喜久子のさしすせSonata（1998年 - 1999年、文化放送）
- アニガメパラダイス（1998年 - ？、ニッポン放送）
- 山本麻里安のはにわマイハウス（1999年 - 2008年、BSQR489※・BBQR※）
- ラジオどっとあい 山本麻里安の天使を見たよっ!（1999年、BBQR※）

2000年代
- 喜久子・麻里安のお月様にお願い（1999年 - 2000年、文化放送）
- 山本麻里安のあつまれフェアリーアイランド（2000年 - ？、AMKOBE）
- a-FANFANシリーズ 山本麻里安の優・先・天・国（2001年 - 2006年、USEN※）
- 東京キャラクターショーRADIO（2002年10月7日、ニッポン放送）
- 超機動放送アニゲマスター（2003年 - 2004年、文化放送）
- 清水香里・山本麻里安の「絶対ウルトラヴァイオレット」（2007年 - ？、音泉）
- あつことまりあのマリオン学院 放送部!（2008年 - 2012年、BBstation※）

ラジオCD
- 喜久子・麻里安のお月様にお願い（2000年3月30日）

### テレビ番組
- アニメージュTV（1999年） - パーソナリティ
- アニメTV（2000年 - 2008年7月、テレビ神奈川） - パーソナリティ
- 激☆店（2003年7月17日 - 2005年3月31日、BS-i）

### 映像商品
- メモオフ・ファーストコンサート（2002年3月20日）
- メモオフ・セカンドコンサート コンプリートDVD（2003年3月28日）
- 久代・良子・麻里安のWelcome☆パーティー（2004年2月25日）

### ナレーション
時期不明
- リナワールド(CMナレーション)
- しらべてまとめて伝えよう〜メディア入門 （NHK教育テレビ）
- ポケモンゲット☆TV（2013年10月 - ？、テレビ東京）

### その他コンテンツ
- 新交通ゆりかもめ（芝浦ふ頭駅構内音声案内アナウンス）
- アメリカザリガニ泥沼劇場（2002年、コントCDのゲストとして客演）
- 月刊コミックTVドラマシアター 第8号 コミドラ あやはとり召喚帖（小桜紗文）

## ディスコグラフィ

### シングル
| 枚  | 発売日         | タイトル                | 規格品番   | 規格品番   | オリコン 最高位 |
| 枚  | 発売日         | タイトル                | 初回限定盤 | 通常盤     | オリコン 最高位 |
| --- | -------------- | ----------------------- | ---------- | ---------- | --------------- |
| 1st | 2000年3月23日  | ヴィーナスと小さな神様  | -          | PICA-7     |                 |
| 2nd | 2001年7月25日  | Objection               | -          | AVCA-14164 |                 |
| 3rd | 2001年8月22日  | 幸せ倍増計画〜Kolla pa! | PICA-15    | PICA-16    |                 |
| 4th | 2001年10月24日 | Snow flower             | -          | PICA-9     | 100位           |
| 5th | 2007年10月24日 | ハピネス                | -          | GNCA-7920  |                 |

### アルバム
| 枚  | 発売日        | タイトル           | 規格品番   | オリコン 最高位 |
| --- | ------------- | ------------------ | ---------- | --------------- |
| 1st | 2000年7月26日 | お散歩ハウス       | PICA-1216  |                 |
| 2nd | 2002年3月22日 | Dreamin' you       | PICA-1248  |                 |
| 3rd | 2005年8月24日 | First Kiss         | AKCJ-80049 |                 |
| 4th | 2007年9月26日 | ありがとうをきみへ | AKCJ-81013 |                 |

| 枚  | 発売日         | タイトル   | 規格品番  | オリコン 最高位 |
| --- | -------------- | ---------- | --------- | --------------- |
| 1st | 1998年5月25日  | みつあみ   | WPCV-7426 |                 |
| 2nd | 1998年11月15日 | 風のにおい | WPC7-8513 |                 |

| 枚  | 発売日         | タイトル       | 規格品番   | 名羲                 |
| --- | -------------- | -------------- | ---------- | -------------------- |
| 1st | 2004年12月15日 | HONEY          | AKCJ-80044 | 榎本温子・山本麻里安 |
| 2nd | 2007年12月26日 | CoCo☆HONEYMOON | AKCJ-81015 | 榎本温子・山本麻里安 |

### 映像作品
| 枚  | 発売日         | タイトル                   | 規格品番   | オリコン 最高位 |
| --- | -------------- | -------------------------- | ---------- | --------------- |
| 1st | 2005年11月16日 | 山本麻里安 Live First Kiss | AKBJ-82010 |                 |

### タイアップ曲
| 楽曲                   | タイアップ                                                 | 時期   |
| ---------------------- | ---------------------------------------------------------- | ------ |
| ヴィーナスと小さな神様 | テレビアニメ『NieA 7』エンディングテーマ                   | 2000年 |
| Objection              | テレビアニメ『チャンス〜トライアングルセッション〜』挿入歌 | 2001年 |
| Snow flower            | テレビアニメ『ちっちゃな雪使いシュガー』エンディングテーマ | 2001年 |
| 勇気の翼               | OVA『Memories Off』オープニングテーマ                      | 2001年 |
| 絶対無敵LOVE           | テレビ番組『アニメTV』？月度OPテーマ                       | 2002年 |
| ハピネス               | テレビ番組『アニメTV』テーマソング                         | 2007年 |

### キャラクターソング
| 発売日                                               | 商品名                                                          | 歌 | 楽曲                                                     | 備考                                                                                 |
| 1998年                                               | 1998年                                                          | 1998年 | 1998年                                                   | 1998年                                                                               |
| ---------------------------------------------------- | --------------------------------------------------------------- | --- | -------------------------------------------------------- | ------------------------------------------------------------------------------------ |
| 7月25日                                              | エチュード虹組                                                  | 佐伯瞳（山本麻里安） | 「きっと、大丈夫。」                                     | ゲーム『étude prologue 〜揺れ動く心のかたち〜』関連曲                                |
| 7月25日                                              | エチュード虹組                                                  | エチュード虹組 | 「レールの向こう」                                       | ゲーム『étude prologue 〜揺れ動く心のかたち〜』関連曲                                |
| 1999年                                               |                                                                 | |                                                          |                                                                                      |
| 6月21日                                              | トライアングルセッション'99                                     | 日野本アカリ（飯塚雅弓）、日野本ユウキ（榎本温子）、日野本ノゾミ（山本麻里安） | 「めざめ」                                               | ラジオ『まゆみ・あつこ・まりあのトライアングルセッション'99』前期オープニングテーマ  |
| 6月21日                                              | トライアングルセッション'99                                     | 日野本アカリ（飯塚雅弓）、日野本ユウキ（榎本温子）、日野本ノゾミ（山本麻里安） | 「FLASH BACK」                                           | ラジオ『まゆみ・あつこ・まりあのトライアングルセッション'99』前期エンディングテーマ  |
| 6月21日                                              | トライアングルセッション'99                                     | 日野本アカリ（飯塚雅弓）、日野本ユウキ（榎本温子）、日野本ノゾミ（山本麻里安） | 「夢を見た」                                             | ラジオ『まゆみ・あつこ・まりあのトライアングルセッション'99』後期オープニングテーマ  |
| 6月21日                                              | トライアングルセッション'99                                     | 日野本アカリ（飯塚雅弓）、日野本ユウキ（榎本温子）、日野本ノゾミ（山本麻里安） | 「恋のチャンス3」                                        | ラジオ『まゆみ・あつこ・まりあのトライアングルセッション'99』 後期エンディングテーマ |
| 11月26日                                             | 歌う看護婦さん♥                                                 | | 「」                                                     | OVA『菜々子解体診書』                                                                |
| 12月15日                                             | トライアングルセッション'99 ボーカルミニアルバム Session1       | アカリ（飯塚雅弓）with ユウキ（榎本温子）＆ノゾミ（山本麻里安） | 「信じていいよね」 「なかなおりしましょ」                | ラジオ『まゆみ・あつこ・まりあのトライアングルセッション'99』関連曲                  |
| 12月18日                                             | Memories Off                                                    | 桧月彩花（山本麻里安） | 「This may be the last time we can meet」                | ゲーム『Memories Off』イメージソング                                                 |
| 12月18日                                             | Memories Off                                                    | みんな | 「MEMORIE I・N・G」                                      | ゲーム『Memories Off』イメージソング                                                 |
| 2000年                                               |                                                                 | |                                                          |                                                                                      |
| 3月23日                                              | トライアングルセッション'99 ボーカルミニアルバム Session2       | アカリ（飯塚雅弓）with ユウキ（榎本温子）&ノゾミ（山本麻里安） | 「mirage」 「true light」                                | ラジオ『まゆみ・あつこ・まりあのトライアングルセッション'99』関連曲                  |
| 12月6日                                              | メモリーズオフ・マキシシングル・コレクションVol.1 近くて遠い    | 桧月彩花（山本麻里安） | 「近くて遠い」                                           | ゲーム『Memories Off』関連曲                                                         |
| 2001年                                               |                                                                 | |                                                          |                                                                                      |
| 8月29日                                              | ハナウタノハレルヤ!                                             | まじかるにゃんにゃん | 「ハナウタノハレルヤ!」                                  | テレビアニメ『魔法少女猫たると』エンディングテーマ                                   |
| 8月29日                                              | ハナウタノハレルヤ!                                             | ちとせ（山本麻里安） | 「ヤマトナデシコですの」                                 |                                                                                      |
| 6月20日                                              | Pure Blue/Love Forever                                          | 飯塚雅弓、榎本温子、山本麻里安 | 「Pure Blue」                                            | テレビアニメ『チャンス〜トライアングルセッション〜』オープニングテーマ               |
| 6月20日                                              | Pure Blue/Love Forever                                          | 飯塚雅弓、榎本温子、山本麻里安 | 「Love Forever」                                         | テレビアニメ『チャンス〜トライアングルセッション〜』エンディングテーマ               |
| 11月7日                                              | トゥルーラブストーリー3 ボーカルコレクション                    | 本条笑（山本麻里安） | 「ね・が・い」                                           | ゲーム『トゥルーラブストーリー3』関連曲                                              |
| 2002年                                               |                                                                 | |                                                          |                                                                                      |
| 5月9日                                               | みんなでつくるメモオフCD!!                                      | 桧月彩花（山本麻里安） | 「遠いこの空から」                                       | ゲーム『Memories Off』関連曲                                                         |
| 5月9日                                               | みんなでつくるメモオフCD!!                                      | メモオフ1stメンバー | 「澄空学園校歌斉唱」                                     | ゲーム『Memories Off』関連曲                                                         |
| 5月9日                                               | みんなでつくるメモオフCD!!                                      | 1st&2ndメンバー全15人 | 「雨のち想い出」                                         | ゲーム『Memories Offシリーズ』関連曲                                                 |
| 11月7日                                              | えがおのてんさい/言えないから                                   | ぷちぷりーず | 「えがおのてんさい」                                     | テレビアニメ『ぷちぷり*ユーシィ』オープニングテーマ                                  |
| 2003年                                               |                                                                 | |                                                          |                                                                                      |
| 2月21日                                              | ぷちぷり*ユーシィ Magic Square 1                                | ユーシィ（山本麻里安） | 「Because…君がいるから」                                 | テレビアニメ『ぷちぷり*ユーシィ』関連曲                                              |
| 2004年                                               |                                                                 | |                                                          |                                                                                      |
| 9月23日                                              | みんなで作るメモオフCD!! Part2                                  | 水樹奈々、山本麻里安、千葉紗子、南里侑香、高橋美佳子、池澤春菜、かかずゆみ、村田あゆみ | 「誰よりもきっと〜for memories〜」                       | ゲーム『Memories Offシリーズ』関連曲                                                 |
| 2006年                                               |                                                                 | |                                                          |                                                                                      |
| 4月7日                                               | みんなでつくるメモオフCD!! Season 3                             | みんな&みんな | 「紙ヒコーキの旅（メモオフバレンタインコンサートLive）」 | ゲーム『Memories Offシリーズ』関連曲                                                 |
| 4月7日                                               | みんなでつくるメモオフCD!! Season 3                             | 池澤春菜、山本麻里安、小林沙苗、白石涼子、村田あゆみ、井ノ上奈々 | 「ロマンシングストーリー」                               | ゲーム『Memories Offシリーズ』関連曲                                                 |
| 6月7日                                               | なないろなでしこ                                                | Sister×sisterS | 「なないろなでしこ」                                     | テレビアニメ『ラブゲッCHU 〜ミラクル声優白書〜』オープニングテーマ                   |
| 6月7日                                               | なないろなでしこ                                                | Sister×sisterS | 「神様=お兄ちゃんっ！」                                  | テレビアニメ『ラブゲッCHU 〜ミラクル声優白書〜』挿入歌                               |
| 2008年                                               |                                                                 | |                                                          |                                                                                      |
| 1月25日                                              | 桃華月憚 華奏楽集                                               | 胡蝶三姉妹 | 「胡蝶の夢」                                             | テレビアニメ『桃華月憚』関連曲                                                       |
| 2011年                                               |                                                                 | |                                                          |                                                                                      |
| 6月                                                  | CR戦国乙女 Original Sound Track                                 | 今川ヨシモト（山本麻里安） | 「トキメキ一途〜CHERRY MY LOVE」                         | パチンコ『CR戦国乙女』関連曲                                                         |
| 2013年                                               |                                                                 | |                                                          |                                                                                      |
| 5月21日                                              | CR戦国乙女3〜乱〜 ORIGINAL SOUND TRACK                          | 徳川イエヤス（千葉紗子）、今川ヨシモト（山本麻里安）、大友ソウリン（加藤英美里）、毛利モトナリ（能登麻美子）、長宗我部モトチカ（井上麻里奈）                                                                         | 「君がいた風に」                                         | パチンコ『CR戦国乙女3〜乱〜』関連曲                                                  |
| 2015年                                               |                                                                 | |                                                          |                                                                                      |
| 12月29日                                             | 熱響!乙女フェスティバル ファン大感謝祭LIVE ORIGINAL SOUND TRACK | 天照 | 「剣戟乱舞」 「乱〜Run〜」 「月夜、恋し言葉紡ぎ」        | パチンコ『熱響!乙女フェスティバル ファン大感謝祭LIVE』関連曲                         |
| 2016年                                               |                                                                 | |                                                          |                                                                                      |
| 10月23日                                             | CR戦国乙女〜花〜 ORIGINAL SOUND TRACK                           | 今川ヨシモト（山本麻里安） | 「キラリ☆乙女心」                                        | パチンコ『CR戦国乙女〜花〜』関連曲                                                   |
| 10月23日                                             | CR戦国乙女〜花〜 ORIGINAL SOUND TRACK                           | 徳川イエヤス（千葉紗子）、今川ヨシモト（山本麻里安）、千リキュウ（堀江由衣） | 「もっと、ずっと、ぎゅっと」                             | パチンコ『CR戦国乙女〜花〜』関連曲                                                   |
| 2017年                                               |                                                                 | |                                                          |                                                                                      |
|                                                      | 戦国乙女 MUSIC SELECTION                                        | 徳川イエヤス（千葉紗子）、今川ヨシモト（山本麻里安）、大友ソウリン（加藤英美里）、毛利モトナリ（能登麻美子）、長宗我部モトチカ（井上麻里奈）                                                                         | 「TOUGH & CUTE!!」                                       | パチスロ『戦国乙女』関連曲                                                           |
| 徳川イエヤス（千葉紗子）、今川ヨシモト（山本麻里安） | 戦国乙女 MUSIC SELECTION                                        | 「色褪せないStarry Sky」 |                                                          | パチスロ『戦国乙女』関連曲                                                           |
| 2018年                                               |                                                                 | |                                                          |                                                                                      |
| 8月                                                  | 戦国乙女5 10th Anniversary ORIGINAL SOUNDTRACK                  | 豊臣ヒデヨシ（新名彩乃）、上杉ケンシン（植田佳奈）、徳川イエヤス（千葉紗子）、今川ヨシモト（山本麻里安）、武田シンゲン（高橋美佳子）、伊達マサムネ（中原麻衣）、織田ノブナガ（小松未可子）、明智ミツヒデ（釘宮理恵） | 「10回目のありがとう」                                   | パチンコ『CR戦国乙女5 10th Anniversary』関連曲                                       |

### その他参加楽曲
| 発売日         | 商品名                                                            | 歌 | 楽曲 | 備考                                                        |
| -------------- | ----------------------------------------------------------------- | --- | --- | ----------------------------------------------------------- |
| 1998年11月27日 | 夢の中へ                                                          | 渡邉由紀、山本麻里安 | 「S・O・S」 | テレビアニメ『彼氏彼女の事情』挿入歌                        |
| 1999年3月26日  | Setsu・Getsu・Ka                                                  | 榎本温子、渡邉由紀、山本麻里安 | 「Passion De Love」 「恋，してます。」 「Style」 「ありのまま Be My Love」 「Seek!」 「Setsu・Getsu・Ka」                                                                     | テレビアニメ『彼氏彼女の事情』関連曲                        |
| 1999年3月26日  | Setsu・Getsu・Ka                                                  | 渡邉由紀、山本麻里安 | 「ブラボー！」 「S・O・S（Acoustic Version）」 「風邪ひいた夜」 | テレビアニメ『彼氏彼女の事情』関連曲                        |
| 1999年6月17日  | Lu puty La puty                                                   | しあわせクロワッサン | 「Lu puty La puty」 | ラジオ『喜久子・麻里安のお月様にお願い』オープニングテーマ  |
| 1999年6月17日  | Lu puty La puty                                                   | しあわせクロワッサン | 「夢見る手紙」 | ラジオ『喜久子・麻里安のお月様にお願い』エンディングテーマ  |
| 1999年9月1日   | しあわせさん                                                      | しあわせクロワッサン | 「しあわせのクロワッサン」 「海の香りのキャンドル」 「Sha la la…（アルバムVer.）」 「Lu puty La puty（アルバムVer.）」 「…letters」 「君とじゃなくちゃ」 「cry for the moon」 |                                                             |
| 1999年9月1日   | しあわせさん                                                      | しあわせクロワッサン | 「キラ キラ キラリ」 | ゲーム『ヘキサムーン・ガーディアンズ』エンディングテーマ    |
| 2000年2月10日  | dream power-翼なき者たちへ-                                       | A・G・A・S | 「dream power-翼なき者たちへ-」 | 文化放送A&Gゾーンイメージソング                             |
| 2002年2月20日  | メモオフ・ファーストコンサートALBUM〜表も裏も完全ノーカット版！〜 | 間島淳司、山本麻里安、那須めぐみ、田村ゆかり、浅野るり、河合久美、利田優子、水樹奈々、菊池志穂、池澤春菜、仲西環、千葉紗子、南里侑香、小尾元政、REMI、KAORI           | 「MEMORIE I・N・G（Live）」 | ゲーム『Memories Offシリーズ』関連曲                        |
| 2002年3月20日  | Memories Off OVA Sound Collection+α!!                             | 山本麻里安 | 「勇気の翼」 | OVA『Memories Off』オープニングテーマ                       |
| 2003年2月14日  | 美少女探偵ミラクル☆スウィーツ                                     | 山本麻里安 | 「おかしな大作戦」 | ドラマCD『美少女探偵ミラクル☆スウィーツ』オープニングテーマ |
| 2008年1月23日  | 百歌声爛 女性声優編II                                             | 山本麻里安 | 「笑顔に会いたい→Winter Bells→デイドリームジェネレーション→リトルプリンセス→セーラースターソング→瞳のなかの未来→太陽を追いかけて→Moon Revenge→2人→マイ フレンド」             |                                                             |
| 2014年8月27日  | 瞳でEle-phant!                                                    | 愛河里花子、新居昭乃、飯塚雅弓、金月真美、小林由美子、コミネリサ、サエキトモ、坂本真綾、新谷良子、千菅春香、千葉紗子、POARO、松本梨香、三重野瞳、水野愛日、山本麻里安 | 「瞳 Fall in Love〜20周年記念バージョン」 |                                                             |

### イメージビデオ
| 発売日        | タイトル       | 規格品番  | メーカー                           |
| ------------- | -------------- | --------- | ---------------------------------- |
| 2004年8月18日 | はだしのソナタ | SSBX-2111 | ソニー・ミュージックマーケティング |

## ライブイベント

### ワンマンライブ
| 出演日        | タイトル                          | 会場      |
| ------------- | --------------------------------- | --------- |
| 2005年9月10日 | 山本麻里安1stライブ「First Kiss」 | 初台DOORS |

## 脚本

### テレビアニメ（脚本）
- 桃華月憚（2007年、#11・#13・#22）
- ポルフィの長い旅（2008年、#34）

### ドラマCD（脚本）
- 桃華月憚 華劇草紙「闘」、「恋」（2007年）
- 元気あげたいっっ!〜Be☆Yell〜（2008年、「聖マリオン学院文芸部」名義）
  - 『あつことまりあのマリオン学院 放送部!』より生まれたボーイズラブドラマCD
- 萌えプリン「ミルキーカフェへようこそ♪」（2011年）

## 書籍

### 著書
- はだかのきもち（2002年7月、近代映画社）ISBN 4-7648-1970-8

### 写真集
- はたち 山本麻里安写真集（2001年11月、徳間書店、撮影：谷尚樹）ISBN 4-19-720182-6

### デジタル写真集
- CD-ROM『〜卒業〜 山本麻里安』（2000年、オプトコミュニケーションズ）